# Charme (musique)
Pour les articles homonymes, voir Charme (homonymie).
Genres associés
Funk carioca
Le baile charme est un type de fête jouant de la musique noire, principalement du RnB contemporain et du swingbeat (basé sur les danses soul et funk des années 1970), créé à partir du circuit musical Movimento Black Rio, et où les danseurs exécutent ensemble des chorégraphies synchronisées (charme), les pas hybrides de la danse brésilo-américaine, appelés passinhos. Le terme charm est une danse influencée par le hip-hop et était le nom donné à l'époque par DJ Corello.

## Histoire
En 1980, DJ Corello introduit le terme « charme » au Brésil depuis Rio de Janeiro. Le terme charme est une danse influencée par le hip-hop et est également un nom donné à l'époque aux mouvements de danse exécutés par le chanteur Michael Jackson.
Les origines de cette fête remontent aux danses soul et funk des années 1970, interprétées au Brésil par des DJ tels que Big Boy, Ademir Lemos, Dom Filó, et Mister Funk Santos. Les chansons jouées lors des danses de charme doivent beaucoup à la soul dite de Philadelphie, un courant de la musique soul connu pour ses arrangements et sa mélodie. Le terme « charme » est inventé par DJ Corello le 8 mars 1980 à Rio de Janeiro. À l'époque, DJ Corello commence à expérimenter d'autres formes de musique noire. Il présente la musicalité du charme et le public commence à l'apprécier. À la même époque, les danses funk commencent à jouer des genres de musique électronique tels que le Miami bass et le freestyle, qui donneront naissance aux styles funk carioca et funk melody,.